# Mobb Deep
Mobb Deep foi um grupo de hip-hop americano formado pelos rappers Prodigy e Havoc, que estiveram juntos desde a década de 1990, mais exatamente 1992, até a morte de Prodigy em 2017, ambos são de Queensbridge, em Nova York. O grupo também é conhecido por The Infamous Mobb Deep. O primeiro álbum lançado pelos rappers foi Juvenile Hell, lançado em 1993.

## História

### Biografia
Prodigy e Havoc compõem os Mobb Deep, um dos mais respeitados grupos da década de 1990. Tiveram, durante o período referido, uma grande aclamação das ruas, sobretudo em Nova York, das quais falavam como poucos. Foi assim, relatando o seu cotidiano, que acaba por personificar o cotidiano vividos nos guetos, rodeados da vida do crime, droga e afins, que conseguiram atrair um grande número de fãs. Mas os Mobb Deep queriam mais, queriam os tops, os milhões e a fama fáceis. Para isso deixaram o estilo hardcore que os caracterizava e tantos admiradores lhes deram. Passaram a um género mais soft, com refrões de cantores R&B em alguns temas, as típicas fórmulas da fast-music. Perderam os fãs que tinham e não obtiveram sucesso comercial. 

### O sucesso
Juvenile Hell foi o primeiro registo discográfico da dupla e foi editado em 1993. Com poucas vendas, cerca de 40.000, para um mercado gigante como é dos EUA. O álbum não deixou, no entanto, de evidenciar o enorme potencial e talento dos Mobb Deep. Contudo, tendo em conta o tipo de rap que dominavam a cena à data e o estilo mais cru e duro trazido pelos Mobb Deep, o número de cópias vendidas é bastante significativo. Seja como for, derrotados não saíram certamente. Juvenile Hell despertou o interesse da Loud Records em contratar os dois jovens.
Desta ligação, Mobb Deep - Loud Records, nasceriam dois clássicos. O primeiro foi The Infamous, lançado em 1995. Nele encontramos um dos melhores temas de todos os tempos no que ao hip-hop diz respeito. Fala-se claro de "Shook Ones Pt. II". Com uma série de boas rimas, Prodigy estava ainda no topo da sua forma, e um magnífico beat de Havoc, que também não fica nada mal nos seus versos:
"I'm buggin' think I'm how bizar to hold my hustlin'
get that loot kid, you know my function
cause long as I'm alive I'ma live illegal
and once I get on I'ma put on, on my people."
Se "Shook Ones Pt. 2" ficaria para sempre na história do rap, temas como "Survival of the Fittest", "Temperature's Rising" e "Craddle to the Grave", são também execelente. Aliás, fazendo justiça, The Infamous é, todo ele, um grande álbum, daqueles poucos que se ouvem do princípio ao fim sem saltar qualquer faixa, os Mobb Deep tornavam-se nuns dos expoentes máximos do rap hardcore nova-yorquino.
Seguiu-se Hell on Earth em 1996. Mais um clássico do grupo de Queensbridge, desta feita com participações de Nas, Raekwon, Method Man, Big Noyd, Illa Ghee, Gambino e Ty Knitty. Os singles foram "Hell on Earth" e "God Pt. III". Em "Hell on Earth" podemos encontrar uma clara alusão á vida nos ghettos americanos. Perfeita ilustração disso mesmo é a rima:
"Trapped in a never ending gunfight so niggaz lose stripes
or lose life, jail niggaz sendin' kites to the streets."
"Extortion", com Method Man, e "Nighttime Vultures", com Raekwon, são músicas magníficas, unindo Mobb Deep a elementos de Wu-Tang Clan, dois dos mais emblemáticos grupos de Nova York.
Tanto The Infamous, como Hell on Earth, os dois melhores álbuns dos Mobb Deep, atingiram o Disco de Ouro e representaram marcos no rap.
O quarto álbum do grupo é o que, de todos, obteve maiores vendas, Murda Muzik teve êxitos como "Quiet Storm (Remix)", "It's Mine" e "U.S.A. (Aiight Then)". Contou com colaborações de Big Noyd, Cormega, 8-Ball, Raekwon, Kool G Rap, Nas e Lil' Kim, entre outros. O disco atingiu o disco de platina, conseguindo, por isso, mais de um milhão de cópias vendidas nos Estados Unidos. Valeu também aos Mobb Deep o terceiro lugar na tabela de discos da Billboard.

### Mudança
Em 2001, com o lançamento de Infamy, começa a evidenciar-se a intenção dos Mobb Deep de atingirem um público mais heterogéneo e abrangente. Temas menos hardcore, colaborações com 112 e Ron Isley, representam, tão somente, o objetivo de fazer músicas mais viradas para a alta rotação em rádios e televisões. Desapontaram os fãs que já tinham e não conseguiram agradar às massas. 
Agora na Jive Records, os Mobb Deep lançam Amerikaz Nightmare. O afastamento do estilo que, tão bem, os caracterizava em The Infamous e Hell on Earth é inegável. Neste álbum até temas produzidos por Lil' Jon podemos ouvir, que, aliás, foi feito single, o tema é plástico e irritante, tal como em tudo em que Lil' Jon participa. O outro single, "Got It Twisted", dos Mobb Deep que nos habituamos a ouvir nada tem. Mais uma tentativa de som catchy que não resulta em nada. Ouvindo este álbum de uma ponta à outra, é caso para perguntar: 'O que é feito dos Mobb Deep de outrora?'. Cada vez mais afastados dos fãs que os idolatravam e com pouca recepção a nível comercial, o duo vai-se afundando mais e mais.
Em Americaz Nightmare participam The Alchemist, Red Spyda, Lil' John e Kanye West na produção, Havoc, claro está, produz também bastantes temas. De resto colaboram ainda com os Mobb Deep, Nate Dogg, Lil' John, Jadakiss, Littles, Big Noyd e Twista.
Ficaram mais uma vez sem editora, mas o que se seguiria foi, talvez, a estocada final nos admiradores de longa data da banda.

### G-Unit Records
A convite de 50 Cent, os Mobb Deep juntaram-se à gravadora G-Unit Records, afiliada a Interscope\Shady\Aftermath.
Em 2006 o dueto lançou um álbum inédito, cujo título é Blood Money contando com participações de toda a G-Unit e, ainda, Nate Dogg e Mary J. Blige. O álbum, no entanto, não correspondeu as expectativas de venda, tanto dos artistas, quanto dos produtores. A nova associação e estilo que integraram não conquistou tantos novos fãs, nem agradou os antigos que criavam expectativas de ouvir o som obscuro, sujo e expressivo que caracterizava os primórdios de sua obra. Há críticos que especulam e desvalorizam esse trabalho como um fracasso, desrespeitando o legado e a trajetória de um grupo clássico que moldou as bases do hip-hop mundial. O fato de não ter atingido o sucesso comercial, é uma realidade atual do mercado de música digital, no qual as pessoas baixam ou escutam prévias em redes de compartilhamento, e compram singles separados em lojas virtuais, o que não faz um álbum de ouro ser considerado uma tragédia. Não passando do Ouro, este demonstra um grupo sem originalidade, sem alma, com letras fracas, muito longe do que os fez brilhar.

### Morte de Prodìgy
O rapper Prodigy, parte da dupla Mobb Deep, morreu no dia 20/06/17 aos 42 anos de idade. O Rapper estava internado há dias em Las Vegas por problemas causados por uma crise de anemia falciforme, doença contra qual ele lutava desde o nascimento.

## Discografia
Álbuns de estúdio
- 1993: Juvenile Hell
- 1995: The Infamous
- 1996: Hell on Earth
- 1999: Murda Muzik
- 2001: Infamy
- 2004: Amerikaz Nightmare
- 2006: Blood Money
- 2014: The Infamous Mobb Deep

### Outros
- 1998 - Mobb Deep - Back From A Hiatus
- 2002 - Mobb Deep - The Dunn Language Pt. 1
- 2002 - Mobb Deep - The Dunn Language Pt. 2
- 2003 - Free Agents: The Murda Mix Tape
- 2004 - Mobb Deep - The Mixtape Before 911
- 2007 - The Infamous Archives
- 2010 - Mobb Deep - Infamous Minded
- 2011 - Mobb Deep - Black Cocaine - EP
- 2011 - Mobb Deep - White Cocaine - EP

### Singles
| Ano  | Canção                                         | Álbum                  |
| ---- | ---------------------------------------------- | ---------------------- |
| 1992 | "Peer Pressure"                                | Juvenile Hell          |
| 1993 | "Hit It from the Back"                         | Juvenile Hell          |
| 1994 | "Shook Ones"                                   |                        |
| 1995 | "Shook Ones Pt. II"                            | The Infamous           |
| 1995 | "Survival of the Fittest"                      | The Infamous           |
| 1995 | "Temperature's Rising" (feat. Crystal Johnson) | The Infamous           |
| 1995 | "Still Shinin'"                                | Hell on Earth          |
| 1996 | "Back at You"                                  | Sunset Park soundtrack |
| 1996 | "Drop a Gem on 'Em"                            | Hell on Earth          |
| 1996 | "Front Lines (Hell on Earth)"                  | Hell on Earth          |
| 1997 | "G.O.D. Pt. III"                               | Hell on Earth          |
| 1997 | "Hoodlum" (feat. Big Noyd & Rakim)             | Hoodlum soundtrack     |
| 1999 | "Quiet Storm"                                  | Murda Muzik            |
| 1999 | "Quiet Storm (remix)" (feat. Lil' Kim)         | Murda Muzik            |
| 1999 | "It's Mine" (feat. Nas)                        | Murda Muzik            |
| 2000 | "U.S.A. (Aiight Then)"                         | Murda Muzik            |
| 2001 | "Burn" (feat. Big Noyd & Vita)                 | Infamy                 |
| 2001 | "Hey Luv (Anything)" (feat. 112)               | Infamy                 |
| 2002 | "Get Away"                                     | Infamy                 |
| 2002 | "Pray For Me" (feat. Lil' Mo)                  | Infamy                 |
| 2003 | "Solidified"                                   | Free Agents            |
| 2003 | "The Illest"                                   | Free Agents            |
| 2003 | "Double Shots" (feat. Big Noyd)                | Free Agents            |
| 2003 | "Gangstaz Roll"                                |                        |
| 2004 | "Got It Twisted"                               | Amerikaz Nightmare     |
| 2004 | "Real Gangstaz" (feat. Lil Jon)                | Amerikaz Nightmare     |
| 2004 | "Throw Your Hands (In the Air)"                | Amerikaz Nightmare     |
| 2004 | "Win or Lose"                                  | Amerikaz Nightmare     |
| 2004 | "Got It Twisted (Remix)" (feat. Twista)        | Amerikaz Nightmare     |
| 2006 | "Have a Party" (feat. 50 Cent & Nate Dogg)     | Blood Money            |
| 2006 | "Put Em in Their Place"                        | Blood Money            |
| 2006 | "Give it to Me" (feat. Young Buck)             | Blood Money            |
| 2006 | Blood Money                                    |                        |